# Куватова Леонора Сафиївна
Леонора Сафиївна Куватова (башк. Леонора Сафа ҡыҙы Ҡыуатова, нар. 1958, Уфа) — артистка балету, педагог, художній керівник Башкирського хореографічного коледжу імені Р. Нуреєва (у 1994—2005 роках і з 2007 року) та балетної трупи Башкирського театру опери і балету (з 2009). Народна артистка РРФСР і Башкортостану, лауреат премії імені С. Юлаєва і премії журналу «Балет» «Душа танцю».
Була дружиною артиста і балетмейстера Шаміля Терегулова (1947—2008).

## Біографія
Куватова Леонора Сафиївна народилася 9 листопада 1948 року в Уфі. Походила з башкирського дворянського роду Куватових.
Навчалася в Ленінградському хореографічному училищі, де серед її педагогів були І. А. Трофимова та О. І. Пушкін. У шкільній сценічній практиці танцювала на сцені театру ім. С. М. Кірова, в парі з Михайлом Баришниковим виконувала головну партію в балеті Василя Вайнонена «Лускунчик».
Після закінчення училища в 1967 році прийнята в Башкирський театр опери і балету. Була солісткою його балетної трупи до 1993 року. Виступала з закордонними гастролями в Німеччині, Польщі, Угорщині, Італії, Франції, Португалії, Голландії, США, Індії, В'єтнамі, Мексиці, Японії.
У 1987 році почала викладати класичний танець в Уфимському хореографічному училищі (нині — Башкирський хореографічний коледж імені Рудольфа Нуреєва), в 1994 році призначена на посаду його художнього керівника, яку займає у даний час (з перервою в 2005—2007 рр ..).
Починаючи з 2002 року працює педагогом-репетитором в Башкирському театрі опери та балету. Також разом з Шамілем Терегуловим працювала в Японії, в балетній студії балерини Еко Цукамото, давала майстер-класи в Японії, Туреччині, Італії.
Серед учениць Куватової — балерини Наталія Сологуб, Ірина Сапожнікова, Лариса Олімпієва.
З 2009 року Леонора Куватова — головний балетмейстер Башкирського державного театру опери та балету. Займаючи цю посаду, була художнім керівником Міжнародного фестивалю балетного мистецтва імені Р. Нуреєва в Уфі (2009, 2010, 2011).
Серед її робіт як постановника — «Шопеніана» М. Фокіна, «Вальпургієва ніч» Л. Лавровського, акт тіней з «Баядерки» М. Петіпа. Куватова також є режисером програми номерів класичної і сучасної хореографії «Шарм класики».

## Репертуар
- Одетта і Оділлія, «Лебедине озеро» П. В. Чайковського
- принцеса Аврора, «Спляча красуня» П. В. Чайковського
- Жизель, «Жизель» А. Адана
- Кітрі, «Дон Кіхот» Л. Мінкуса
- Попелюшка, «Попелюшка» С. С. Прокоф'єва
- Марія, «Бахчисарайський фонтан» Б. В. Асаф'єва
- Анель, «Великий вальс» на музику В. Штрауса
- Еврідіка, «Орфей» Е. Фоміна
- Керрі, «Сестра Керрі» Р. Паулса
- Сюимбике, «Шурале» Ф. З. Ярулліна
- Зайтунгуль, Журавлина пісня Л. Б. Степанова і З. Г. Ісмагілова
- Айсилу, «Люблю тебе, життя» Н. Г. Сабітова
- Айгуль, «Країна Айгуль» Н. Г. Сабітова (перша виконавиця партії)

## Нагороди та звання
- 1971 — медаль «За доблесну працю»
- 1971 — Заслужена артистка Башкирської АРСР
- 1974 — Народна артистка Башкирської АРСР
- 1982 — Народна артистка РРФСР
- 1987 — Премія імені Салавата Юлаєва